# NGC 1788
NGC 1788 is een reflectienevel in het sterrenbeeld Orion. Het hemelobject werd op 1 februari 1786 ontdekt door de Duits-Britse astronoom William Herschel.

## Synoniemen
- LBN 916
- GC 1005
- h 347
- H 5.32